# César Beauvais
César Beauvais (* 17. August 2000 in Sallanches, Département Haute-Savoie) ist ein französisch-belgischer Biathlet. Er startet seit 2020 im Weltcup und nahm an den Olympischen Spielen 2022 teil.

## Sportliche Laufbahn
César Beauvais nahm 2016 im Alter von 15 Jahren erstmals an Jugendweltmeisterschaften teil. Bis 2019 beschränkten sich seine Auftritte auf die Juniorenebene, wobei er in keinem Jahr hervorstechende Ergebnisse erzielte. Im März 2019 startete der Belgier in Martell erstmals im IBU-Cup und wurde (bei allerdings nur 61 gewerteten Athleten) auf Anhieb 41., woraufhin er bei den Weltmeisterschaften in Östersund mit Florent Claude, Thierry Langer und Tom Lahaye-Goffart das Staffelrennen bestritt und damit seinen Einstand auf der höchsten Rennebene gab. In den Wintern 2019/20 und 2020/21 startete Beauvais zum Großteil im IBU-Cup, wurde aber immer wieder zum Komplettieren der Männerstaffel in den Weltcup beordert. Im Dezember 2020 wurde man bei solch einem Rennen 16. und ließ damit neun Teams hinter sich, was als Erfolg zu werten war. Bei den Juniorenbewerben der Sommerbiathlon-WM 2021 ging es zweimal in die Top 20, ehe der Belgier mit dem Beginn der Saison 2021/22 erstmals durchgängig im Weltcup startete. Dabei verpasste er in beiden Sprintrennen von Östersund als 70. und 67. den Verfolger jeweils knapp. Ähnliche Ergebnisse ließ Beauvais nicht folgen, trotzdem wurde er für die Olympischen Spiele von Peking nominiert, wo er allerdings in den Einzelrennen den letzten respektive vorletzten Platz erreichte und mit Claude, Langer und Lahaye-Goffart 20. in der Staffel wurde.
In der Vorbereitung auf den Folgewinter zog Beauvais wegen besserer Trainingsmöglichkeiten nach Lillehammer und schloss sich dem Team Maxim an, einer internationalen Trainingsgruppe, der beispielsweise auch Lotte Lie und Ukaleq Slettemark angehören. Während der Saison 2022/23 war er auf eigenen Wunsch durchgehend im IBU-Cup unterwegs, wo er in Osrblie als 27. im Supersprint und 34. des Sprintrennens erstmals Ranglistenpunkte einfuhr. Bei den Weltmeisterschaften klassierte sich der 22-jährige im Hinterfeld, beim Einzel von Östersund Mitte März stellte er jedoch sein bisheriges Bestergebnis als 67. ein. Am selben Ort stellte er zudem an der Seite von Florent Claude, Thierry Langer und Marek Mackels als 15. das beste Herrenstaffelresultat Belgiens seit Anfang 2019 auf. Zu Beginn des Winters 2023/24 konnten die Belgier dies in Östersund unterbieten und mit Rang 12 sogar das beste Ergebnis der Geschichte erzielen. Im Vergleich zur Vorsaison konnte sich Beauvais in den Einzelrennen allerdings nicht steigern, verpasste in Welt- und IBU-Cup vordere Platzierungen und kam auch bei den Weltmeisterschaften nicht über Rang 89 im Einzel hinaus.
Zu Beginn der Saison 2024/25 stellte Beauvais mit Platz 51 im Einzel von Kontiolahti sein bestes Weltcupergebnis auf, mit der Staffel kam im Saisonverlauf ein weiterer zwölfter Platz zustande.

## Persönliches
Beauvais hat eine französische Mutter und stammt aus Saint-Gervais-les-Bains, startet aber seit Beginn seiner Karriere für den belgischen Skiverband.

## Statistiken

### Weltcupplatzierungen
Die Tabelle zeigt alle Platzierungen (je nach Austragungsjahr einschließlich Olympische Spiele und Weltmeisterschaften).
- 1.–3. Platz: Anzahl der Podiumsplatzierungen
- Top 10: Anzahl der Platzierungen unter den ersten zehn (einschließlich Podium)
- Punkteränge: Anzahl der Platzierungen innerhalb der Punkteränge (einschließlich Podium und Top 10)
- Starts: Anzahl gelaufener Rennen in der jeweiligen Disziplin
- Staffel: inklusive Mixed- und Single-Mixed-Staffeln

| Platzierung               | Einzel | Sprint | Verfolgung | Massenstart | Staffel | Gesamt |
| ------------------------- | ------ | ------ | ---------- | ----------- | ------- | ------ |
| 1. Platz                  |        |        |            |             |         |        |
| 2. Platz                  |        |        |            |             |         |        |
| 3. Platz                  |        |        |            |             |         |        |
| Top 10                    |        |        |            |             |         |        |
| Punkteränge               |        |        |            |             | 22      | 22     |
| Starts                    | 7      | 14     |            |             | 22      | 43     |
| Stand: Saisonende 2024/25 |        |        |            |             |         |        |

### Olympische Winterspiele

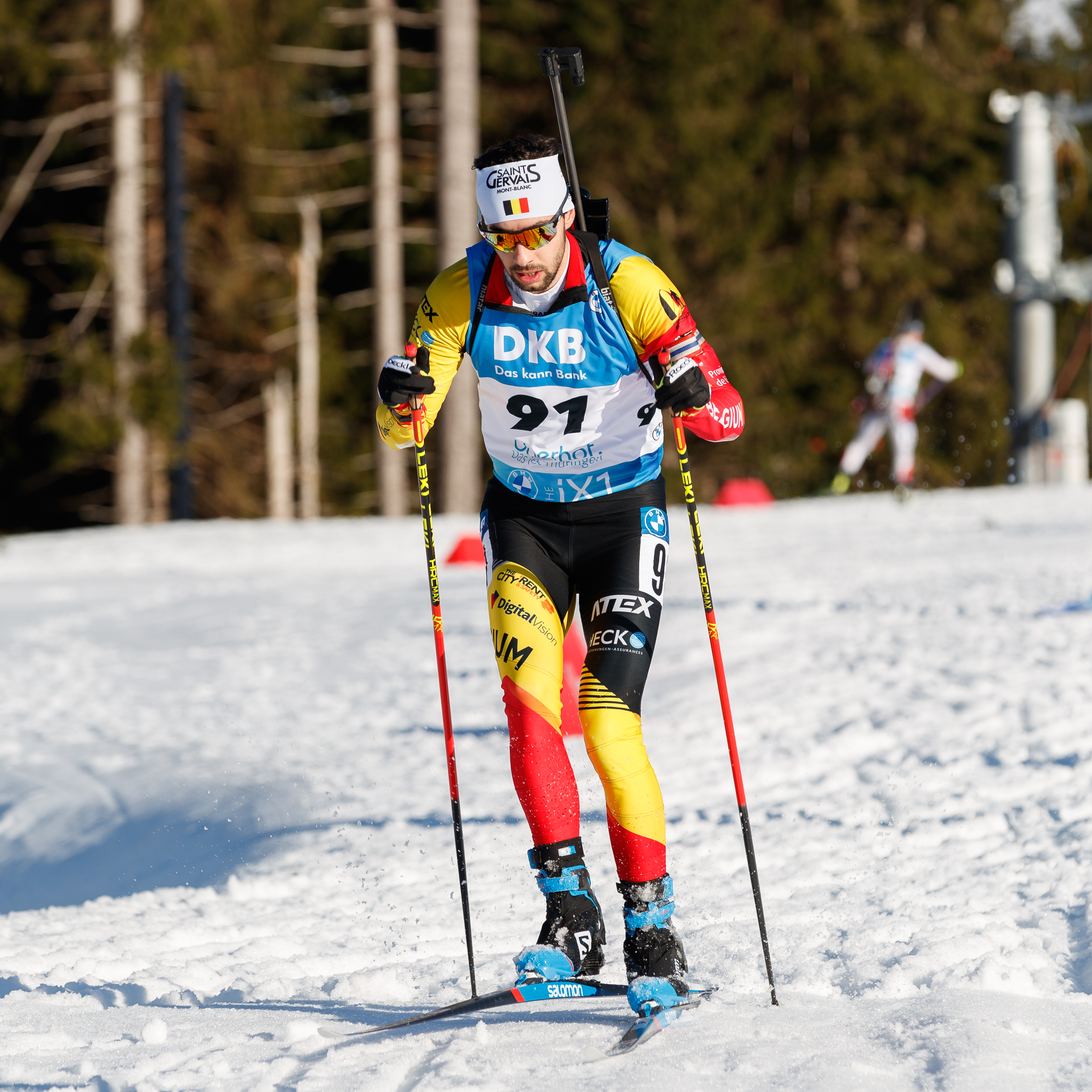
Beauvais bei den Weltmeisterschaften 2023

Ergebnisse bei Olympischen Winterspielen:
|                                        | Einzelwettbewerbe | Einzelwettbewerbe | Einzelwettbewerbe | Einzelwettbewerbe | Staffelwettbewerbe | Staffelwettbewerbe |
| Einzel                                 | Sprint            | Verfolgung        | Massenstart       | Herrenstaffel     | Mixedstaffel       |                    |
| -------------------------------------- | ----------------- | ----------------- | ----------------- | ----------------- | ------------------ | ------------------ |
| Olympische Winterspiele 2022 \| Peking | 91.               | 94.               | –                 | –                 | 20.                | –                  |

### Biathlon-Weltmeisterschaften
Ergebnisse bei Weltmeisterschaften:
| Weltmeisterschaften | Weltmeisterschaften | Einzelwettbewerbe | Einzelwettbewerbe | Einzelwettbewerbe | Einzelwettbewerbe | Staffelwettbewerbe | Staffelwettbewerbe | Staffelwettbewerbe |
| Jahr                | Ort                 | Einzel            | Sprint            | Verfolgung        | Massenstart       | Herrenstaffel      | Mixedstaffel       | S.-M.-Staffel      |
| ------------------- | ------------------- | ----------------- | ----------------- | ----------------- | ----------------- | ------------------ | ------------------ | ------------------ |
| 2019                | Östersund           | –                 | –                 | –                 | –                 | 23.                | –                  | –                  |
| 2021                | Pokljuka            | –                 | –                 | –                 | –                 | 22.                | –                  | –                  |
| 2023                | Oberhof             | 96.               | 97.               | –                 | –                 | 19.                | –                  | –                  |
| 2024                | Nové Město          | 89.               | –                 | –                 | –                 | 22.                | –                  | –                  |
| 2025                | Lenzerheide         | 82.               | –                 | –                 | –                 | 14.                | –                  | –                  |

### Jugend-/Juniorenweltmeisterschaften
Beauvais nahm bis 2019 an den Jugend-, ab 2020 an den Juniorenwettkämpfen teil.
| Weltmeisterschaften | Weltmeisterschaften | Einzelwettbewerbe | Einzelwettbewerbe | Einzelwettbewerbe | Herrenstaffel |
| Jahr                | Ort                 | Einzel            | Sprint            | Verfolgung        | Herrenstaffel |
| ------------------- | ------------------- | ----------------- | ----------------- | ----------------- | ------------- |
| 2016                | Cheile Grădiștei    | 72.               | 86.               | –                 | 20.           |
| 2017                | Osrblie             | 88.               | 86.               | –                 | 23.           |
| 2018                | Otepää              | 39.               | 65.               | –                 | 20.           |
| 2019                | Osrblie             | 81.               | 77.               | –                 | 21.           |
| 2020                | Lenzerheide         | DNF               | 83.               | –                 | 21.           |
| 2021                | Obertilliach        | 30.               | 49.               | 40.               | 18.           |
| 2022                | Soldier Hollow      | 48.               | 51.               | 47.               | 13.           |